# Marika Kilius
Marika Kilius (Francoforte sul Meno, 21 marzo 1943) è un'ex pattinatrice artistica su ghiaccio tedesca.

## Palmarès
Coppie con Franz Ningel 
| Evento                    | 1954 | 1955 | 1956 | 1957 |
| ------------------------- | ---- | ---- | ---- | ---- |
| Giochi olimpici invernali |      |      | 4°   |      |
| Campionati mondiali       |      | 7°   | 3°   | 2°   |
| Campionati europei        |      | 3°   | 3°   | 3°   |
| Campionati tedeschi       | 2°   | 1°   | 1°   | 1°   |

 Coppie con Hans-Jürgen Bäumler 
| Evento                    | 1958 | 1959 | 1960 | 1961 | 1962 | 1963 | 1964 |
| ------------------------- | ---- | ---- | ---- | ---- | ---- | ---- | ---- |
| Giochi olimpici invernali |      |      | 2°   |      |      |      | 2°   |
| Campionati mondiali       | 6°   | 2°   | 3°   |      |      | 1°   | 1°   |
| Campionati europei        | 5°   | 1°   | 1°   | 1°   | 1°   | 1°   | 1°   |
| Campionati tedeschi       | 1°   | 1°   | 2°   | 2°   | 2°   | 1°   | 1°   |